# Necko
Necko je platformově nezávislé API pro několik vrstev síťového modelu od transportní po prezentační vrstvu. Vyvíjí jej Mozilla Corporation, která jej používá v produktech Mozilla, ale lze jej využít i v jiných produktech.